# Carabus
Carabus este un gen de coleoptere din familia Carabidae, subfamilia Carabinae. Are peste 900 de specii.

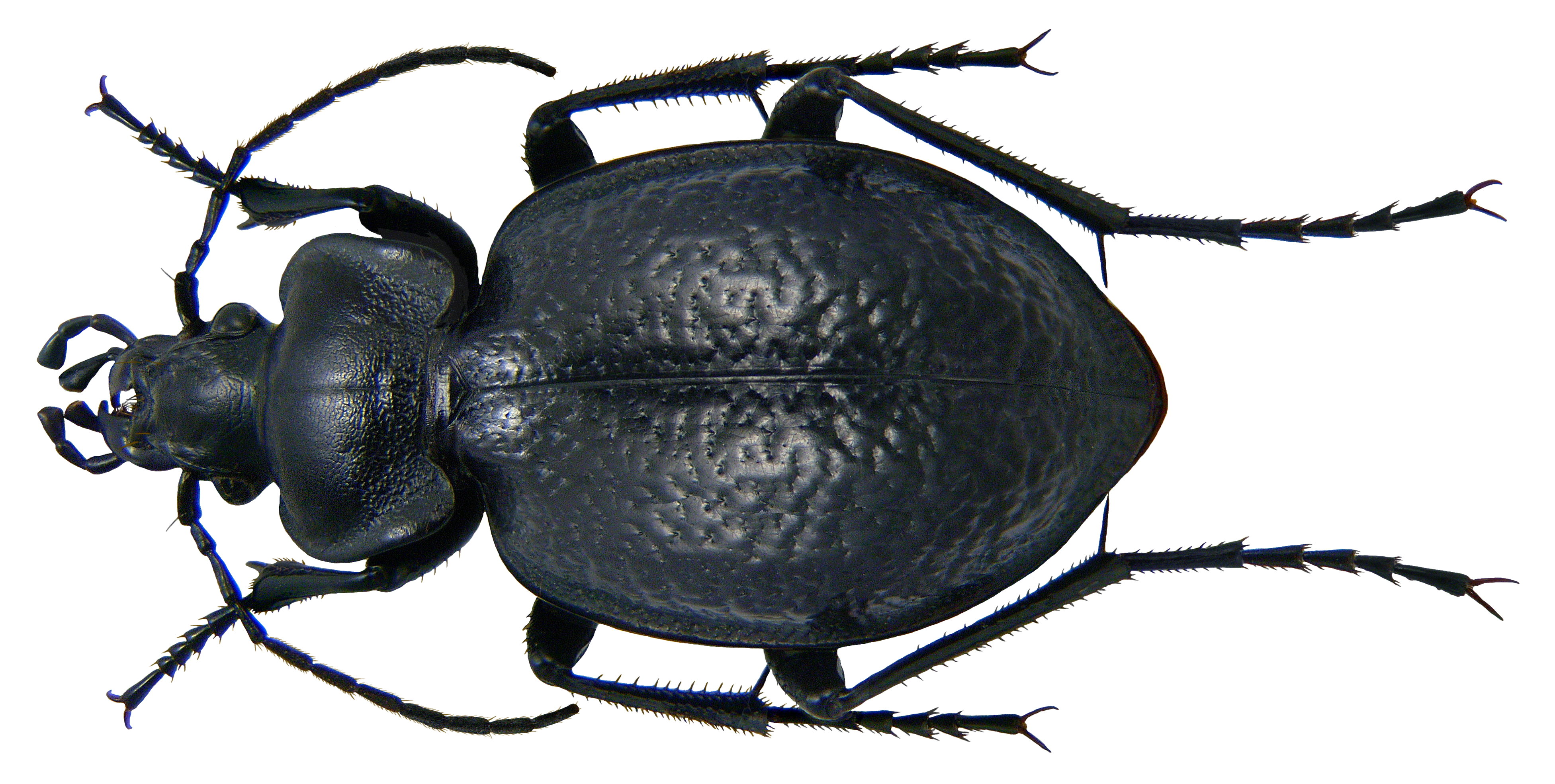
Carabus favieri fezzanus

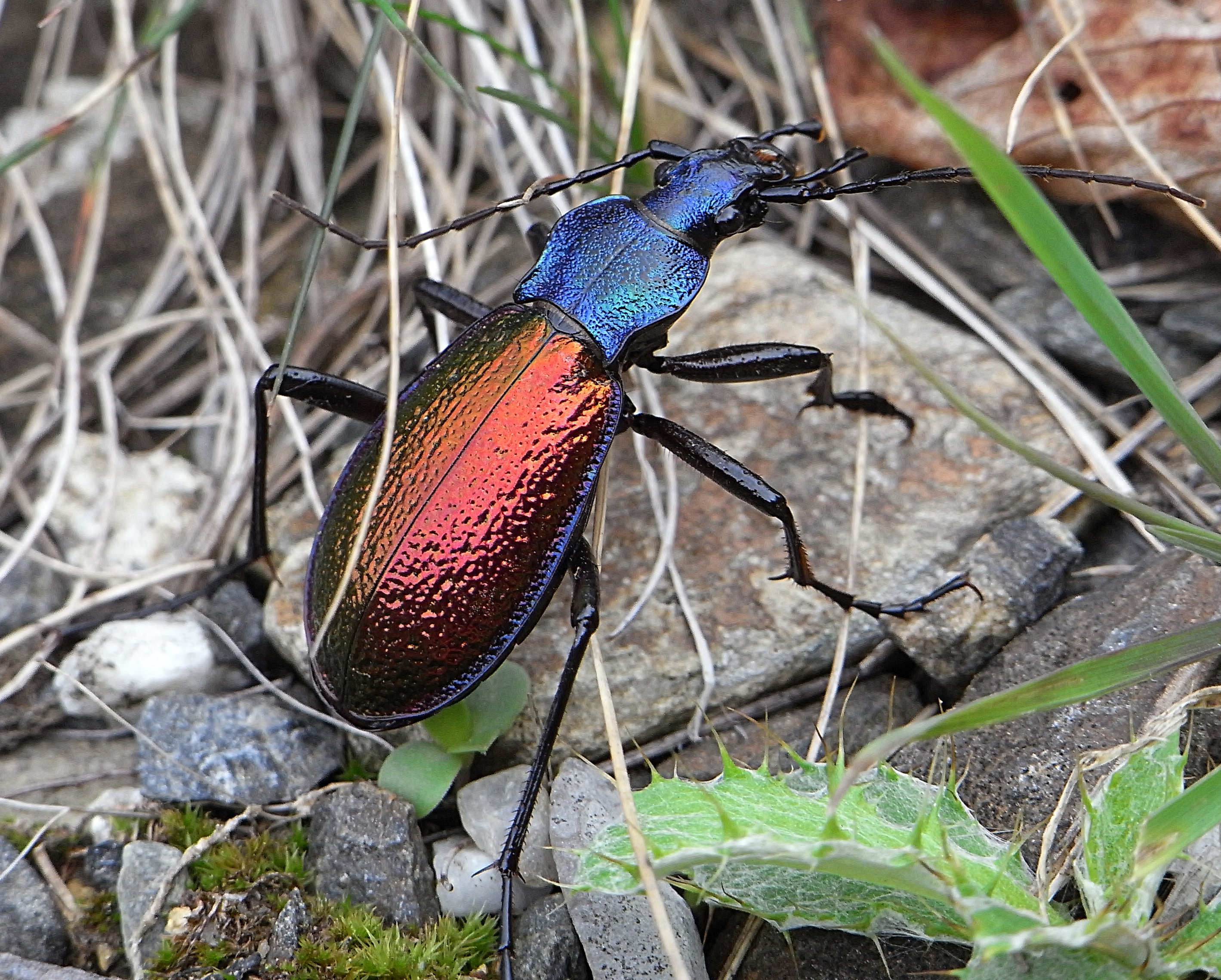
Carabus hispanus

## Specii
Mai jos este o listă de specii în genul Carabus. 
- Carabus aba Kalab, 2002
- Carabus abbreviatus Brulle, 1835

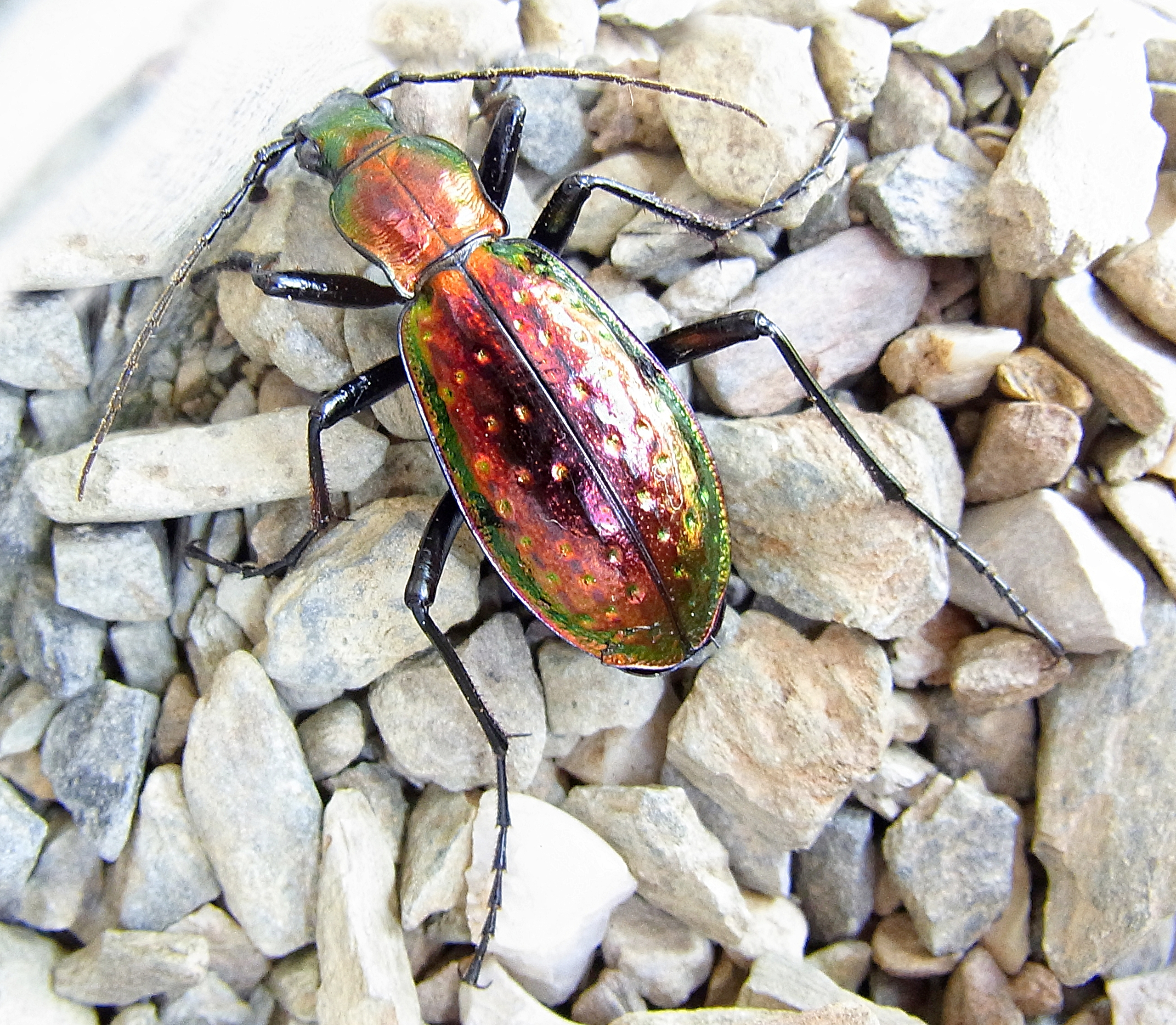
Carabus rutilans

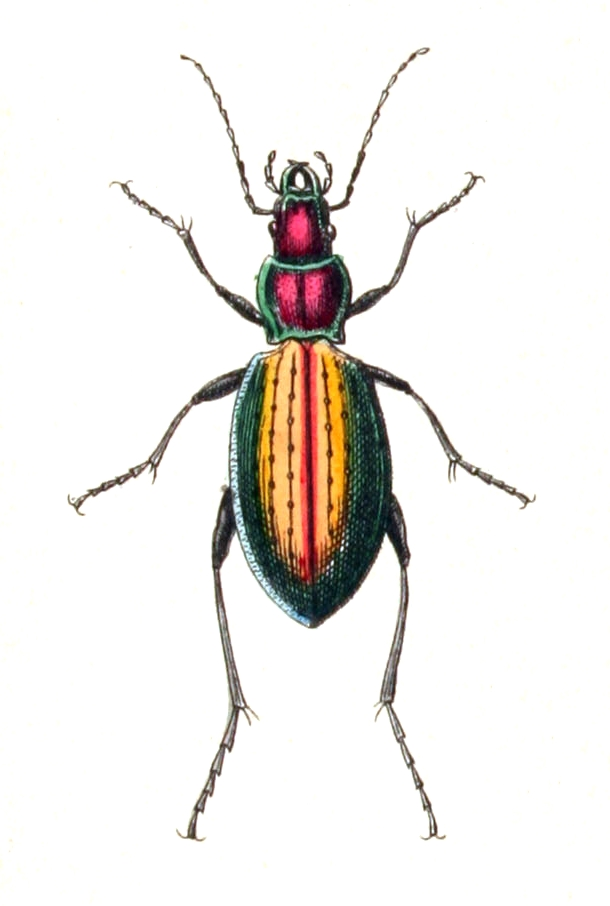
Carabus rutilans

- Carabus absonus Cavazzuti & Rapuzzi, 2005
- Carabus achilleanus Cavazzuti, 2002
- Carabus acutithorax Deuve, 1989
- Carabus adamsi Adams, 1817
- Carabus adangensis Gottwald, 1983
- Carabus adelphus Rost, 1892
- Carabus adolescens Hauser, 1925
- Carabus aeneocupreus Hauser, 1932
- Carabus aeneolus Morawitz, 1886
- Carabus aeruginosus Fischer, 1822
- Carabus agamemnon Breuning, 1943
- Carabus agnatus Ganglbauer, 1889
- Carabus ajax Breuning, 1933
- Carabus akinini Morawitz, 1886
- Carabus alagoensoides Mandl, 1975
- Carabus alajensis Semenov, 1896
- Carabus alanstivelli (Morvan, 1981)
- Carabus albrechti Morawitz, 1862
- Carabus alexandrae Semenov, 1887
- Carabus alpestris Sturm, 1815
- Carabus alpherakii Semenov, 1898
- Carabus alysidotus Illiger, 1798
- Carabus anami Ledoux, 1977
- Carabus anatolicus Chaudoir, 1857
- Carabus anchocephalus Reitter, 1896
- Carabus andreiianus Deuve, 2007
- Carabus angermaieri Kleinfeld, 2008
- Carabus angustus Roeschke, 1898
- Carabus anhuinus Imura, 1996
- Carabus anlongensis Deuve & Tian, 2006
- Carabus antoniettae Cavazzuti, 2002
- Carabus anxiensis Kleinfeld, 1998
- Carabus apollo Zolotarev, 1913
- Carabus apschuanus Rost, 1893
- Carabus arboreus Lewis, 1882
- Carabus arcadicus Gistl, 1850
- Carabus arcanus Semenov, 1898
- Carabus aristochroides Deuve, 1992
- Carabus armeniacus Mannerheim, 1830
- Carabus armiger Imura, 1997
- Carabus arrowi Hauser, 1913
- Carabus arrowianus Breuning, 1934
- Carabus arshanicus Kabak, 2005
- Carabus arunensis Heinertz, 1980
- Carabus arvensis Herbst, 1784
- Carabus asperatus Dejean, 1826
- Carabus augustus Bates, 1888
- Carabus aulacocnemus Semenov, 1896
- Carabus aumonti Lucas, 1849
- Carabus auratus Linnaeus, 1761
- Carabus auriculatus Putzeys, 1872
- Carabus auritus Cavazzuti, 2000
- Carabus aurocinctus Motschulsky, 1846
- Carabus auronitens Fabricius, 1792
- Carabus avinovi Semenov & Znojko, 1932
- Carabus azrael Semenov & Znojko, 1932
- Carabus azrael Semenov & Znojko, 1932
- Carabus azrael Semenov & Znojko, 1932
- Carabus baimanorum Deuve, 1999
- Carabus balangicus Cavazzuti, 2002
- Carabus balassogloi Dohrn, 1882
- Carabus balkaricus Belousov & Abdurachmanov, 1991
- Carabus ballionis Kraatz, 1879
- Carabus banoni Dejean, 1829
- Carabus bargusinensis Obydov, 2008
- Carabus baronii Heinertz, 1977
- Carabus barovskii Semenov & Znojko, 1931
- Carabus barysomus Bates, 1889
- Carabus batangicus Deuve, 1989
- Carabus battoniensis Deuve, 1991
- Carabus belousovi Kabak, 1992
- Carabus benardi Breuning, 1931
- Carabus benpo Kalab, 2007
- Carabus bertolinii Kraatz, 1878
- Carabus bessarabicus Fischer, 1823
- Carabus besseri Fischer, 1822
- Carabus beybienkoi Kryzhanovskij, 1973
- Carabus biebersteini Menetries, 1832
- Carabus billbergi Mannerheim, 1827
- Carabus birmanus Andrewes, 1929
- Carabus biroi Csiki, 1927
- Carabus blaptoides (Kollar, 1836)
- Carabus blumenthaliellus Deuve, 1988
- Carabus blumenthaliensis Heinz & Korge, 1967
- Carabus boanoi Cavazzuti, 2003
- Carabus boeberi Adams, 1817
- Carabus bogdanowi Ballion, 1878
- Carabus bohemani Menetries, 1832
- Carabus bonvouloiri Chaudoir, 1863
- Carabus bornianus Hauser, 1922
- Carabus borodini Heinz, 1996
- Carabus boulbenianus Deuve, 1996
- Carabus bousquetellus Deuve, 1998
- Carabus boysi Tatum, 1851
- Carabus brachygnathus Deuve, 2002
- Carabus brachypedilus Morawitz, 1886
- Carabus branaungi Imura, 1999
- Carabus brandti Faldermann, 1835
- Carabus bremii Stierlin, 1881
- Carabus breuningianus Le Moult, 1930
- Carabus brezinai Deuve, 1994
- Carabus brosciformis Semenov, 1896
- Carabus broukpytlik Brezina & Hackel, 2004
- Carabus bruggeianus Deuve, 1992
- Carabus buddaicus Semenov, 1887
- Carabus burmanensis Breuning, 1932
- Carabus businskyi Deuve, 1990
- Carabus caelatus Fabricius, 1801
- Carabus caelestinus (Imura, 2007)
- Carabus caerulans Moravitz, 1886
- Carabus calleyi Fischer, 1823
- Carabus callisthenoides Semenov, 1888
- Carabus camilloi Cavazzuti & Ratti, 1998
- Carabus canaliculatus Adams, 1812
- Carabus cancellatus Illiger, 1798
- Carabus cantabricus Chevrolat, 1840
- Carabus cantonensis Hauser, 1918
- Carabus carbonicolor Morawitz, 1886
- Carabus careniger Chaudoir, 1863
- Carabus carinthiacus Sturm, 1815
- Carabus cartereti Deuve, 1982
- Carabus casaleianus Deuve, 1994
- Carabus caschmirensis Redtenbacher, 1844
- Carabus castanopterus A. & J.B. Villa, 1833
- Carabus catenulatus Scopoli, 1763
- Carabus caustomarginatus Imura & Mizusawa, 1994
- Carabus cavazzutiellus Deuve, 2002
- Carabus cavernosus Frivaldsky, 1837
- Carabus cavifrons Mandl, 1974
- Carabus cenwangensis Deuve & Tian, 2002
- Carabus certus Reitter, 1896
- Carabus chadianus Cavazzuti & Ratti, 1999
- Carabus chamissonis Fischer, 1822
- Carabus chan Breuning, 1934
- Carabus changeonleei Ishikawa & Kim, 1983
- Carabus chaudoiri Gebler, 1847
- Carabus cheni Deuve, 1992
- Carabus chenianus Deuve & Tian, 1999
- Carabus chevrolati Cristoforis & Jan, 1837
- Carabus chomae (Imura, 2002)
- Carabus choui Deuve, 1989
- Carabus chugokuensis (Nakane, 1961)
- Carabus cicatricosulus Morawitz, 1886
- Carabus cicatricosus Fischer, 1842
- Carabus circassicus Ganglbauer, 1886
- Carabus circe Cavazzuti & Ratti, 1998
- Carabus clathratus Linnaeus, 1761
- Carabus clermontianus Breuning, 1933
- Carabus clypeatus Adams, 1817
- Carabus coarctatus Brulle, 1838
- Carabus compressus Chaudoir, 1846
- Carabus concolor Fabricius, 1792
- Carabus confinis Semenov, 1888
- Carabus confucius Breuning, 1933
- Carabus constricticollis Kraatz, 1886
- Carabus convallium Starck, 1889
- Carabus convexus Fabricius, 1775
- Carabus coriaceipennis Chaudoir, 1863
- Carabus coriaceus Linnaeus, 1758
- Carabus corrugis Dohrn, 1882
- Carabus coruhnehriensis Cavazzuti, 1990
- Carabus crassesculptus Kraatz, 1881
- Carabus crassethoracis Kleinfeld, 1999
- Carabus creutzeri Fabricius, 1801
- Carabus cribratus Quensel, 1806
- Carabus cristoforii Spence, 1823
- Carabus croaticus Dejean, 1826
- Carabus cumanus Fischer, 1823
- Carabus curlettii Cavazzuti, 1984
- Carabus cyanipennis Breuning, 1932
- Carabus cychroides Baudi, 1860
- Carabus cychropalpus Peyron, 1858
- Carabus cylindricus Lapouge, 1914
- Carabus dabamontanus Imura, 1996
- Carabus dacatraianus Deuve, 1995
- Carabus daisen Nakane, 1953
- Carabus danae Kalab, 1995
- Carabus danilevskii Obydov, 1993
- Carabus daphnis Kurnakov, 1962
- Carabus dardiellus Bates, 1889
- Carabus dargei Deuve, 1987
- Carabus datianshanicus Kleinfeld, 1997
- Carabus davidioides Deuve & Yu, 1992
- Carabus davidis Deyrolle & Fairmaire, 1878
- Carabus debilis Semenov, 1896
- Carabus dechambreianus Deuve & Li, 2000
- Carabus decolor Fischer, 1823
- Carabus dehaanii Chaudoir, 1848
- Carabus delavayi Fairmaire, 1886
- Carabus deliae (Morvan, 1972)
- Carabus deuvei Lassalle, 1986
- Carabus deuveianus Cavazzuti & Casale, 2006
- Carabus dietererberi Heinz, 2001
- Carabus dilatotarsalis Mandl, 1979
- Carabus ditomoides Deuve, 1991
- Carabus dokhtouroffi Ganglbauer, 1886
- Carabus dolini Deuve, 1992
- Carabus dolonicus Obydov, 1996
- Carabus dongchuanicus Deuve, 1994
- Carabus dorogostaiskii Shilenkov, 1983
- Carabus draco Brezina, 1999
- Carabus drahoslavae Brezina B. & Hackel M., 2006
- Carabus dreuxioides Deuve, 1998
- Carabus dufouri Dejean, 1829
- Carabus dzhungaricola Deuve, 1989
- Carabus eccoptopterus Kraatz, 1894
- Carabus edithae Reitter, 1893
- Carabus edmundi Semenov, 1896
- Carabus elbursensis Breuning, 1946
- Carabus elegantulus Motschulsky, 1850
- Carabus elliptipennis Deuve, 1995
- Carabus elysii Thomson, 1856
- Carabus emanuelei Imura, 1997
- Carabus enigmaticus Heinz, 1980
- Carabus eokirgisicus Kabak, 1990
- Carabus eous Morawitz, 1889
- Carabus epipleuralis Semenov, 1906
- Carabus epsteini Heinertz, 1978
- Carabus erberi Heinz, 1983
- Carabus erenleriensis Schweiger, 1966
- Carabus ernsti Kabak, 2001
- Carabus erosus Motschulsky, 1865
- Carabus erwini Mandl, 1975
- Carabus esakii Csiki, 1927
- Carabus estreicheri Fischer, 1822
- Carabus everesti Andrewes, 1929
- Carabus exaratus Quensel, 1806
- Carabus excellens Fabricius, 1798
- Carabus exiguus Semenov, 1898
- Carabus fabricii Panzer, 1812
- Carabus fairmairei Thomson, 1875
- Carabus fallettiellus Deuve, 1998
- Carabus famini Dejean, 1826
- Carabus fanjinensis Deuve & Tian, 2001
- Carabus faustus Brulle, 1838
- Carabus feae Gestro, 1888
- Carabus fedtschenkoi Solsky, 1874
- Carabus ferghanicus Breuning, 1933
- Carabus fiduciarius Thomson, 1856
- Carabus finitimus Haldeman, 1852
- Carabus flavigenua Cavazzuti, 2002
- Carabus flutschi Deuve & Li, 1998
- Carabus fontellus Deuve, 1997
- Carabus foreli Hauser, 1922
- Carabus formosus Semenov, 1887
- Carabus forreri Bates, 1882
- Carabus franzi Mandl, 1974
- Carabus fraterculoides Breuning, 1961
- Carabus fraterculus Reitter, 1895
- Carabus fruhstorferi Roeschke, 1900
- Carabus fubianensis Deuve & Kalab, 2007
- Carabus fumigatus Semenov, 1898
- Carabus fushuangensis Deuve, 1997
- Carabus galicianus Gory, 1839
- Carabus gandharae Heinertz, 1978
- Carabus gansuensis Semenov, 1887
- Carabus gaschkewitschi Motschulsky, 1859
- Carabus gebleri Fischer, 1817
- Carabus gehinii Fairmaire, 1886
- Carabus gemellatus Menetries, 1832
- Carabus gemmifer Fairmaire, 1887
- Carabus genei Gene, 1839
- Carabus gentleman Brezina & Hackel, 2004
- Carabus georgia Cavazzuti, 1984
- Carabus ghiliani La Ferte-Senectere, 1847
- Carabus giachinoi Cavazzuti, 1991
- Carabus gigas Creutzer, 1799
- Carabus gigolo Heinz & Brezina, 1996
- Carabus gigoloides Cavazzuti, 2000
- Carabus gilnickii Deyrolle, 1869
- Carabus glabratus Paykull, 1790
- Carabus globulus Cavazzuti, 2006
- Carabus glyptopterus Fischer, 1827
- Carabus gologensis Deuve E Tian 2004
- Carabus gomerae A.Muller, 2004
- Carabus gonggaicus Deuve, 1989
- Carabus gorodinskii Obydov, 1998
- Carabus gossarei Haury, 1879
- Carabus gotschi Chaudoir, 1846
- Carabus gracilicollis Semenov, 1887
- Carabus gracilithorax Deuve, 1989
- Carabus graecus Dejean, 1826
- Carabus granulatocostatus Mandl, 1965
- Carabus granulatus Linnaeus, 1758
- Carabus gratus Semenov, 1887
- Carabus gressittianus Mandl, 1975
- Carabus gridellii Breuning, 1958
- Carabus grombczewskii Semenov, 1891
- Carabus grossefoveatus Hauser, 1913
- Carabus guadarramus La Ferte-Senectere, 1847
- Carabus guangxicus Deuve, 1989
- Carabus guerini Fischer, 1842
- Carabus guibeicus Deuve & Tian, 1999
- Carabus guinanensis Deuve, 1991
- Carabus guizhouensis Cavazzuti, 1994
- Carabus gussakovskii Kryzhanovskij, 1971
- Carabus guycolasianus Deuve, 2001
- Carabus guzhangensis Kleinfeld, 1998
- Carabus gyllenhali Fischer, 1827
- Carabus haeckeli Brezina & Imura, 1997
- Carabus handelmazzettii Mandl, 1955
- Carabus harmandi Lapouge, 1909
- Carabus hauseri Reitter, 1894
- Carabus heinzi Breuning, 1964
- Carabus hemprichi Dejean, 1826
- Carabus hendrichsi Bolivar Y Pieltain, Rotger & Coronado, 1967
- Carabus hengduanicola Deuve, 1996
- Carabus henningi Fischer, 1817
- Carabus hera Kleinfeld, 2000
- Carabus heydenianus Starck, 1889
- Carabus hiekei Kabak & Kryzhanovskij, 1990
- Carabus hiekeianus Deuve, 1991
- Carabus hienfoungi Thomson, 1857
- Carabus hispanus Fabricius, 1787
- Carabus hiurai Kamiyoshi & Mizoguchi, 1960
- Carabus hollbergi Mannerheim, 1827
- Carabus hortensis Linnaeus, 1758
- Carabus huangi Deuve, 1992
- Carabus huangianus Deuve & Tian, 2003
- Carabus hubeicus Deuve, 1991
- Carabus hummeli Fischer, 1823
- Carabus hummelioides Deuve, 1989
- Carabus hunanicola Deuve & Yu, 1992
- Carabus hungaricus Fabricius, 1792
- Carabus hybridus Ganglbauer, 1887
- Carabus ibericus Fischer, 1823
- Carabus ichangensis Bates, 1889
- Carabus ignimitella Bates, 1888
- Carabus iliensis Kabak 1994
- Carabus imitator Reitter, 1883
- Carabus imperfectus Semenov, 1887
- Carabus imperialis Fischer, 1823
- Carabus inagakii Deuve, 1991
- Carabus indicus Fairmaire, 1889
- Carabus indigestus Semenov, 1898
- Carabus infantulus Morawitz, 1886
- Carabus infirmior Hauser, 1924
- Carabus insulicola Chaudoir, 1869
- Carabus interruptocostatus Semenov, 1887
- Carabus intricatus Linnaeus, 1761
- Carabus inventoides Deuve & Li, 2000
- Carabus inventus Cavazzuti, 1999
- Carabus irregularis Fabricius, 1792
- Carabus isabellae Lassalle, 1985
- Carabus ishizukai Deuve & Ohshima, 1989
- Carabus italicus Dejean, 1826
- Carabus iteratus Breuning, 1934
- Carabus itshkibashi Kabak, 2004
- Carabus itzingeri Breuning, 1934
- Carabus iwawakianus (Nakane, 1953)
- Carabus jacobsoni Semenov, 1898
- Carabus janatai Brezina, 1996
- Carabus jankowskii Oberthur, 1883
- Carabus janthinus Ganglbauer, 1887
- Carabus japonicus Motschulsky, 1857
- Carabus jason Semenov, 1898
- Carabus jingzhongensis Deuve & Li, 2005
- Carabus jinnanicus Deuve & Tian, 2006
- Carabus jintangicus Deuve, 2001
- Carabus jiudingensis Deuve, 1994
- Carabus jiulongensis Deuve, 1994
- Carabus juengerianus Kleinfeld, 1995
- Carabus juenthneri (Reitter, 1899)
- Carabus juldusanus Breuning, 1933
- Carabus kabakovi Lafer, 1989
- Carabus kadoudali (Morvan, 1981)
- Carabus kadyrbekovi Kabak 1994
- Carabus kafka Kleinfeld & Reuter, 2009
- Carabus kaghanensis Heinertz, 1978
- Carabus kalabellus Deuve, 1993
- Carabus kalabi Deuve, 1990
- Carabus kamensis Semenov, 1903
- Carabus kangdingi Korell, Kleinfeld & Gorgner, 1992
- Carabus kantaikensis Gehin, 1885
- Carabus karaterekensis Kalab, 1996
- Carabus karkarensis Kabak & Ovchinnikov, 1994
- Carabus karpinskii Kryzhanovskij & Matveev, 1993
- Carabus kasakorum Semenov, 1896
- Carabus kasbekianus Kraatz, 1877
- Carabus katajevi Gottwald, 1989
- Carabus kaufmanni Solsky, 1874
- Carabus kaznakovi Semenov & Znojko, 1932
- Carabus keithi Deuve, 1995
- Carabus khalyktauensis Kabak, 2005
- Carabus khorasanensis Deuve, 1993
- Carabus kimurai Ishikawa, 1966
- Carabus kitawakianus Imura, 1993
- Carabus kitawakiellus Imura, 1995
- Carabus kiukiangensis Bates, 1888
- Carabus klapperichianus Mandl, 1955
- Carabus kleinfeldorum Kabak & Putchkov, 1995
- Carabus koenigi Ganglbauer, 1886
- Carabus koganae Colas, 1961
- Carabus koidei Imura, 1996
- Carabus koiwayai Deuve & Imura, 1990
- Carabus kokujewi Semenov, 1898
- Carabus kolbei Roeschke, 1887
- Carabus kollari Palliardi, 1825
- Carabus koltzei Rost, 1889
- Carabus kolymensis Lafer, 1989
- Carabus komarowi Reitter, 1882
- Carabus koreanus Reitter, 1895
- Carabus korellianus Kleinfeld, 2002
- Carabus kouanping Maindron, 1906
- Carabus kouichii Imura & Mizusawa, 1997
- Carabus kozhantschikovi Lutshnik, 1924
- Carabus kozloviellus Semenov & Znojko, 1932
- Carabus kraatzi Chaudoir, 1877
- Carabus kratkyi Ganglbauer, 1890
- Carabus kruberi Fischer, 1822
- Carabus kryzhanovskianus Deuve, 1992
- Carabus kryzhanovskii Bogachev, 1965
- Carabus kubani Deuve, 1990
- Carabus kucerai Deuve, 1997
- Carabus kumagai Kimura & Komiya, 1974
- Carabus kurdicus Heinz, 1975
- Carabus kurilensis Lapouge, 1913
- Carabus kusnetzovi Semenov, 1903
- Carabus kweitshauensis Mandl, 1975
- Carabus kyushuensis Nakane, 1960
- Carabus labrangicus Deuve, 1992
- Carabus ladygini Semenov, 1903
- Carabus laevithorax Breuning, 1935
- Carabus lafossei Feisthamel, 1845
- Carabus lailensis Belousov, 1992
- Carabus lama Semenov, 1898
- Carabus lamarcki Deuve, 1994
- Carabus lambrechti Kleinfeld, 2006
- Carabus laoshanicus Imura, 1995
- Carabus laotse Breuning, 1943
- Carabus latiballioni Deuve, 1993
- Carabus latipennis Breuning, 1932
- Carabus latreillei Fischer, 1822
- Carabus latro Semenov, 1898
- Carabus latus Dejean, 1826
- Carabus lazikouensis Deuve, 1997
- Carabus lazorum Belousov & Zamotajlov, 1999
- Carabus leachi Fischer, 1823
- Carabus lebretae Colas, 1961
- Carabus leda Kleinfeld, 2000
- Carabus lederi Reitter, 1882
- Carabus ledouxi Deuve, 2001
- Carabus leechi Bates, 1888
- Carabus leepai Heinz, 1993
- Carabus legrandi Deuve, 1991
- Carabus legrandianus Deuve & Tian, 2007
- Carabus leptoplesioides Deuve, 1992
- Carabus lewisianus Breuning, 1932
- Carabus limbatus Say, 1825
- Carabus lindemanni Ballion, 1878
- Carabus lineatus Dejean, 1826
- Carabus linnaei Panzer, 1812
- Carabus linxiaensis Deuve, 1992
- Carabus lixianensis Deuve, 1990
- Carabus lizizhongi Deuve & Tian, 2007
- Carabus longeantennatus Hauser, 1931
- Carabus longipedatus Belousov & Kabak, 1993
- Carabus longiusculus Cavazzuti, 2006
- Carabus lopatini Morawitz, 1886
- Carabus loschnikovi Fischer, 1823
- Carabus lucens Schaum, 1856
- Carabus lucepunctus Cavazzuti & Rapuzzi, 2005
- Carabus ludingensis Deuve & Vigna Taglianti, 1992
- Carabus ludivinae Deuve, 1996
- Carabus luetgensi Beuthin, 1886
- Carabus luschanensis Hauser, 1919
- Carabus lusitanicus Fabricius, 1801
- Carabus luzeicola Kalab, 2005
- Carabus macleayi Dejean, 1826
- Carabus macrocephalus Dejean, 1826
- Carabus macrogonus Chaudoir, 1847
- Carabus macropus Chaudoir, 1877
- Carabus madefactus Cavazzuti, 1997
- Carabus maeander Fischer, 1822
- Carabus maiyasanus Bates, 1873
- Carabus malaisei Breuning, 1947
- Carabus maleki Deuve, 1991
- Carabus malkovskyi Kabak, 1990
- Carabus manap Brezina & Kabak, 1993
- Carabus mandarin Kalab, 2002
- Carabus mandibularis Fischer, 1827
- Carabus manifestus Kraatz, 1881
- Carabus maoershanicus Cavazzuti, 1995
- Carabus maowenensis Deuve, 2001
- Carabus marginalis Fabricius, 1794
- Carabus marietti Cristoforis & Jan, 1837
- Carabus marquardti Reitter, 1898
- Carabus masahiroi (Imura, 2006)
- Carabus massagetus Motschulsky, 1846
- Carabus masuzoi (Imura & M. Sato, 1989)
- Carabus maurus Adams, 1817
- Carabus mecynodes Bates, 1890
- Carabus meditabundus Deuve, 1992
- Carabus melancholicus Fabricius, 1798
- Carabus melii Cavazzuti & Ratti, 2005
- Carabus melli Born, 1923
- Carabus mellyi Chaudoir, 1846
- Carabus menelaus Breuning, 1951
- Carabus menetriesi Hummel, 1827
- Carabus merdeniki Cavazzuti & Korell, 1992
- Carabus merkensis Kabak, 1992
- Carabus merzbacheri Hauser, 1922
- Carabus mestscherjakovi Lutshnik, 1924
- Carabus meurguesianus Ledoux, 1990
- Carabus mianningensis Kleinfeld, 2000
- Carabus mianyangensis Deuve & Li, 1998
- Carabus miaorum Lassalle & Prunier, 1993
- Carabus michailovi Kabak, 1992
- Carabus microtatos Cavazzuti, 1997
- Carabus mifan Kalab, 2005
- Carabus mikhaili Deuve & Mourzine, 1997
- Carabus minimus Semenov & Znojko, 1932
- Carabus mirabilissimus Ishikawa & Deuve, 1982
- Carabus mirandus Cavazzuti & Rapuzzi, 2005
- Carabus miroslavi Deuve, 2000
- Carabus mniszechi Chaudoir, 1852
- Carabus modestulus Semenov, 1887
- Carabus mongoliensis Obydov, 2003
- Carabus monilis Fabricius, 1792
- Carabus monticola Dejean, 1826
- Carabus montivagus Palliardi, 1825
- Carabus montreuili Deuve, 2003
- Carabus morawitzianus Semenov, 1887
- Carabus morbillosus Fabricius, 1792
- Carabus morphocaraboides Deuve, 1989
- Carabus mouthiezianoides Deuve & Kalab, 1992
- Carabus mouthiezianus Deuve, 1991
- Carabus mullerellus Beheim & Breuning, 1943
- Carabus mulsantianus Morawitz, 1886
- Carabus munganasti Reitter, 1909
- Carabus namanganensis Heyden, 1886
- Carabus namhaedoensis Kwon & Lee, 1984
- Carabus nangnimicus Blumenthal & Deuve, 1984
- Carabus nankotaizanus Kano, 1932
- Carabus nanosomus Hauser, 1931
- Carabus nanschanicus Semenov, 1898
- Carabus nanwutai Kleinfeld, Korell & Wrase, 1996
- Carabus narynensis Csiki, 1927
- Carabus nemoralis Muller, 1764
- Carabus nestor Breuning, 1934
- Carabus ngi Deuve, 1994
- Carabus nikolajevi Kabak, 1998
- Carabus nitens Linnaeus, 1758
- Carabus nitididorsus Ishikawa & Kim, 1983
- Carabus noctivagus Deuve, 1992
- Carabus nosei Imura, 1997
- Carabus nothus Adams, 1817
- Carabus nouristani (Ledoux, 1977)
- Carabus novenumus Deuve, 1995
- Carabus oblongior Deuve, 1992
- Carabus obovatus Fischer, 1827
- Carabus obsoletus Sturm, 1815
- Carabus odoratus Motschulsky, 1844
- Carabus odysseus Breuning, 1932
- Carabus ohomopteroides Deuve & Tian, 2004
- Carabus ohshimaianus Deuve, 1988
- Carabus olafi Deuve & J.Schmidt, 2007
- Carabus olympiae Sella, 1855
- Carabus omphreodes Reitter, 1898
- Carabus opaculus Putzeys, 1875
- Carabus osawai Imura, Zhou & Su, 1999
- Carabus osseticus Adams, 1817
- Carabus ovtchinnikovi Gottwald, 1987
- Carabus pachtoun Ledoux, 1975
- Carabus paiafa White, 1845
- Carabus panda Deuve, 1988
- Carabus pangi Deuve & Tian, 1999
- Carabus paris Breuning, 1932
- Carabus parreyssi Palliardi, 1825
- Carabus pauliani Deuve, 2004
- Carabus paulusi Kalab, 1995
- Carabus pavesii Cavazzuti, 1992
- Carabus pawlowskianus Deuve, 1989
- Carabus pedemontanus Ganglbauer, 1892
- Carabus penelope Kleinfeld, 1997
- Carabus pepek Imura & Kalab, 2006
- Carabus perelloi Casale, 1979
- Carabus perrini Dejean, 1831
- Carabus persianus Roeschke, 1896
- Carabus petri Semenov & Znojko, 1932
- Carabus phoenix Lapouge, 1924
- Carabus piceophilus Deuve, 1994
- Carabus piffli Mandl, 1961
- Carabus pineticola Deuve & Mourzine, 2004
- Carabus pingpong Brezina & Hackel, 2004
- Carabus piochardi Gehin, 1883
- Carabus pisidicus Peyron, 1854
- Carabus planarius Obydov, 1994
- Carabus planatus Chaudoir, 1843
- Carabus planicollis Kuster, 1846
- Carabus plasoni Ganglbauer, 1886
- Carabus poeta Semenov, 1898
- Carabus polemistes Hauser, 1921
- Carabus politulus Morawitz, 1886
- Carabus polychrous Rost, 1892
- Carabus porrecticollis Bates, 1883
- Carabus poschingerianus Korell & Kleinfeld, 1989
- Carabus potanini (Semenov, 1887)
- Carabus praecellens Palliardi, 1825
- Carabus praecox Semenov, 1898
- Carabus prattianus Bates, 1890
- Carabus principalis Bates, 1889
- Carabus problematicus Herbst, 1786
- Carabus procerulus Chaudoir, 1862
- Carabus prodigus Erichson, 1834
- Carabus promachus Bates, 1891
- Carabus prometheus Reitter, 1887
- Carabus propiorthais Cavazzuti, 2000
- Carabus protenes Bates, 1889
- Carabus protensus Schaum, 1864
- Carabus przewalskii Morawitz, 1886
- Carabus pseudocenwangensis Deuve & Tian, 2005
- Carabus pseudodepressus Machard, 1988
- Carabus pseudoguizhouensis Kleinfeld, 2006
- Carabus pseudoharmandi Mandl, 1965
- Carabus pseudokoreanus Breuning, 1934
- Carabus pseudolamprostus Kalab, 1996
- Carabus pseudolatipennis Deuve, 1991
- Carabus pseudomarkamensis Deuve, 1992
- Carabus pseudomonticola Lapouge, 1908
- Carabus pseudoprosodes Semenov & Znojko, 1932
- Carabus pseudopusio Deuve, 1996
- Carabus pseudosackeni Deuve, 1989
- Carabus pseudotorquatus Deuve, 1995
- Carabus pskemicus Deuve & Kalab, 1993
- Carabus puer Morawitz, 1886
- Carabus puetzi Kleinfeld, 2000
- Carabus pukwonensis Deuve & Mourzine, 1993
- Carabus pullus Semenov & Znojko, 1932
- Carabus pumilio Kuster, 1846
- Carabus punctatus Castelnau, 1835
- Carabus pupulus Morawitz, 1889
- Carabus puschkini Adams, 1817
- Carabus pusio Semenov, 1898
- Carabus pustulifer Lucas, 1869
- Carabus pustululatus Deuve, 1993
- Carabus pyrenaeus Audinet-Serville, 1821
- Carabus qiangding Kleinfeld & Puchner, 2007
- Carabus qinlingensis Imura, 1993
- Carabus queinneci Deuve, 1983
- Carabus quindecim Cavazzuti, 2002
- Carabus quinlani Mandl, 1965
- Carabus rapuzzi Kleinfeld, 2000
- Carabus redikortzewi Semenov & Breuning, 1931
- Carabus regalis Fischer, 1822
- Carabus regeli Morawitz, 1886
- Carabus regulus Dohrn, 1882
- Carabus reitteri Retowski, 1885
- Carabus reitterianus Breuning, 1934
- Carabus relictus Semenov, 1898
- Carabus reuteri Kleinfeld, 2008
- Carabus rhododendron Deuve & Imura, 1991
- Carabus riedeli Menetries, 1832
- Carabus riffensis Fairmaire, 1875
- Carabus roborowskii Semenov, 1887
- Carabus robustus Deyrolle, 1869
- Carabus roseni Reitter, 1897
- Carabus roseri Faldermann, 1835
- Carabus rossii Dejean, 1826
- Carabus rostandianus Deuve, 2005
- Carabus rostianus Semenov, 1906
- Carabus rothi Dejean, 1829
- Carabus roxane Kleinfeld, 2002
- Carabus rueckbeili Breuning, 1934
- Carabus rufocuprescens Deuve, 1993
- Carabus rugosus Fabricius, 1792
- Carabus rumelicus Chaudoir, 1867
- Carabus rustemi Kabak, 2009
- Carabus rutilans Dejean, 1826
- Carabus sacarum Kabak, 1998
- Carabus sackeni Semenov, 1898
- Carabus sackenioides Deuve, 1991
- Carabus saga Cavazzuti, 1997
- Carabus salpansis Deuve, 1984
- Carabus saphyrinus Cristoforis & Jan, 1837
- Carabus satyrus Kurnakov, 1962
- Carabus saueri Deuve, 1993
- Carabus saulcyi Piochard, 1875
- Carabus sauteri Roeschke, 1912
- Carabus scabripennis Chaudoir, 1850
- Carabus scabriusculus Olivier, 1795
- Carabus scabrosus Olivier, 1795
- Carabus scheibei Eidam, 1937
- Carabus scheidleri Panzer, 1799
- Carabus schoenherri Fischer, 1822
- Carabus schrencki Motschulsky, 1860
- Carabus schuetzei Kleinfeld, 1998
- Carabus scovitzi Faldermann, 1835
- Carabus sculptipennis Chaudoir, 1887
- Carabus sculpturatus Menetries, 1832
- Carabus sehnali Brezina & Hackel, 2006
- Carabus seishinensis Lapouge, 1931
- Carabus semenovianus Breuning, 1934
- Carabus sementivus (Imura, 2005)
- Carabus semiopacus Reitter, 1895
- Carabus separatus Lapouge, 1907
- Carabus septemcarinatus Motschulsky, 1840
- Carabus seroulikbin Cavazzuti, 2008
- Carabus serratus Say, 1825
- Carabus shaanxiensis Deuve, 1991
- Carabus shamaevi Imura, 1996
- Carabus shirtalensis Gottwald, 1990
- Carabus shokalskii Semenov & Breuning, 1931
- Carabus shtchurovi Belousov & Zamotajlov, 1993
- Carabus shuamaluko Deuve, 1991
- Carabus shun Deuve, 1995
- Carabus sibiricus Fischer, 1822
- Carabus sichuanicola Deuve, 1989
- Carabus sifanicus Semenov, 1898
- Carabus siguniangensis Deuve, 1997
- Carabus simardianus Deuve, 1990
- Carabus sinicus Breuning, 1950
- Carabus sinotibeticola Mandl, 1975
- Carabus skyaphilus Cavazzuti, 1998
- Carabus slovtzovi Mannerheim, 1849
- Carabus smaragdinus Fischer, 1823
- Carabus sogdianus Semenov, 1898
- Carabus solidior Deuve & Imura, 1990
- Carabus solieri Dejean, 1826
- Carabus solskyi Ballion, 1878
- Carabus songshanicus Kleinfeld, 1994
- Carabus sororius Morawitz, 1886
- Carabus spasskianus Fischer, 1823
- Carabus sphinx Reitter, 1895
- Carabus splendens Olivier, 1790
- Carabus stackelbergi Kryzhanovskij, 1968
- Carabus staehlini Adams, 1817
- Carabus starcki Heyden, 1885
- Carabus starckianus Ganglbauer, 1886
- Carabus staudingeri Ganglbauer, 1886
- Carabus sternbergi Roeschke, 1898
- Carabus steuartii Deyrolle, 1852
- Carabus steveni Menetries, 1832
- Carabus stjernvalli Mannerheim, 1830
- Carabus stoliczkanus Bates, 1878
- Carabus strandiellus Breuning, 1934
- Carabus stroganowi Zoubkoff, 1837
- Carabus stscheglowi Mannerheim, 1827
- Carabus stschurovskii Solsky, 1874
- Carabus subindigestus Deuve, 1994
- Carabus subparallelus Ballion, 1878
- Carabus subtilistriatus Hauser, 1922
- Carabus successor Reitter, 1896
- Carabus sui Imura & Zhou, 1998
- Carabus sunwukong Imura, 1993
- Carabus swaneticus Reitter, 1883
- Carabus sylvestris Panzer, 1793
- Carabus sylvosus Say, 1825
- Carabus syriacus Kollar, 1843
- Carabus syrus Roeschke, 1898
- Carabus szeli Deuve, 1994
- Carabus tadzhikistanus Kryzhanovskij, 1968
- Carabus taedatus Fabricius, 1787
- Carabus taibaiensis Kleinfeld, 2001
- Carabus taibaishanicus Deuve, 1989
- Carabus takashimai Deuve & Imura, 1993
- Carabus taliensis (Fairmaire, 1886)
- Carabus talyschensis Menetries, 1832
- Carabus tamang Deuve, 1983
- Carabus tamsi Menetries, 1832
- Carabus tanakaianus (Imura, 2005)
- Carabus tarbagataicus Kraatz, 1878
- Carabus tekeliensis Kabak, 2001
- Carabus tekesensis Deuve & Tian, 2004
- Carabus telemachus Hauser, 1925
- Carabus tengchongicola Deuve, 1999
- Carabus tenuitarsis Kraatz, 1877
- Carabus tewoensis Deuve, 1992
- Carabus thais Heinz, 1997
- Carabus theanus Reitter, 1895
- Carabus thianshanskii Breuning, 1934
- Carabus thibetanus Breuning, 1950
- Carabus thilliezi Deuve, 1994
- Carabus thoraciculus Cavazzuti, 1998
- Carabus tianbaoshan Kleinfeld, 1998
- Carabus tianshanicola Deuve & Tian, 2003
- Carabus tibetanophilus Deuve, 1991
- Carabus tibeticus Cavazzuti & Rapuzzi, 2005
- Carabus tieguanzi Imura, 1990
- Carabus tientei Thomson, 1857
- Carabus titan Zolotarev, 1913
- Carabus titanus Breuning, 1933
- Carabus tokatensis Roeschke, 1898
- Carabus tonkinensis Deuve, 1990
- Carabus torosus Frivaldsky, 1835
- Carabus torquatus Cavazzuti, 1995
- Carabus toulgoeti Deuve, 1989
- Carabus trachynodes Bates, 1891
- Carabus transiliensis Semenov, 1896
- Carabus trichothorax Brezina & Imura, 1997
- Carabus truncaticollis Eschscholtz, 1833
- Carabus tryznai Brezina & Hackel, 2006
- Carabus tsharynensis Kabak 1994
- Carabus tshistjakovae Kabak, 2001
- Carabus tsogoensis Deuve, 1997
- Carabus tuberculipennis Mandl, 1974
- Carabus tuberculosus Dejean, 1829
- Carabus turcomanorum Thieme, 1881
- Carabus turcosinensis Mandl, 1955
- Carabus turkestanus Breuning, 1929
- Carabus turnai Deuve, 1994
- Carabus turnaianus Deuve, 1995
- Carabus tuvensis Shilenkov, 1996
- Carabus tuxeni Mandl, 1979
- Carabus uenoi Ishikawa, 1960
- Carabus uenoianus Imura, 1995
- Carabus ulrichii Germar, 1824
- Carabus vagans Olivier, 1795
- Carabus validus Kraatz, 1884
- Carabus valikhanovi Kabak, 1990
- Carabus vanvolxemi Putzeys, 1875
- Carabus variabilis Ballion, 1878
- Carabus varians Fischer, 1827
- Carabus variolosus Fabricius, 1787
- Carabus venustus Morawitz, 1862
- Carabus versicolor Frivaldsky, 1835
- Carabus viatorum Deuve, 1992
- Carabus victor Fischer, 1836
- Carabus vietinghoffi Adams, 1812
- Carabus vigil Semenov, 1898
- Carabus vigilax Bates, 1890
- Carabus vinctus Weber, 1801
- Carabus violaceus Linnaeus, 1758
- Carabus viridifossulatus Fairmaire, 1887
- Carabus vitalisi Lapouge, 1916
- Carabus vladimirskyi Dejean & Boisduval, 1830
- Carabus vogtae Beheim & Breuning, 1943
- Carabus vogtianus Beheim & Breuning, 1943
- Carabus wagae Fairmaire, 1882
- Carabus wallichi Hope, 1831
- Carabus wangziensis Deuve & Li, 2005
- Carabus watanabei (Imura, 2003)
- Carabus wengdaensis Kleinfeld & Puchner, 2009
- Carabus wenxianicola Deuve, 1996
- Carabus wittmerorum Heinertz, 1978
- Carabus wrzecionkoianus Deuve, 2007
- Carabus wulffiusi Morawitz, 1862
- Carabus wumingensis Deuve, 1992
- Carabus wutaishanicus Muller, 2000
- Carabus xiangchengicus Deuve, 1993
- Carabus xianhensis Deuve & Tian, 2007
- Carabus xiaoxiangensis Deuve, 1995
- Carabus xiei Deuve, 1992
- Carabus xiuyanensis Deuve & Li, 1998
- Carabus xupuensis Kleinfeld, 1998
- Carabus yaconinus Bates, 1873
- Carabus yamato Nakane, 1953
- Carabus yaophilus Deuve, 1990
- Carabus yinjiangicus Deuve & Tian, 2001
- Carabus yokoae Deuve, 1988
- Carabus yuae Deuve, 1989
- Carabus yuanbaoensis Deuve, 1994
- Carabus yuanshanensis Kleinfeld, 1996
- Carabus yunanensis Born, 1905
- Carabus yundongbeicus Deuve, 2002
- Carabus yunlingensis Deuve, 1991
- Carabus yunnanicola Deuve, 1989
- Carabus yunnanus Fairmaire, 1886
- Carabus yushuensis Deuve, 1991
- Carabus zarudnyi Semenov & Znojko, 1932
- Carabus zawadzkii Kraatz, 1854
- Carabus zengae Deuve & Tian, 2000
- Carabus zhanglaensis Deuve, 1991
- Carabus zhubajie Imura, 1993
- Carabus znojkoi Semenov & Breuning, 1931